# استطلاع خاص

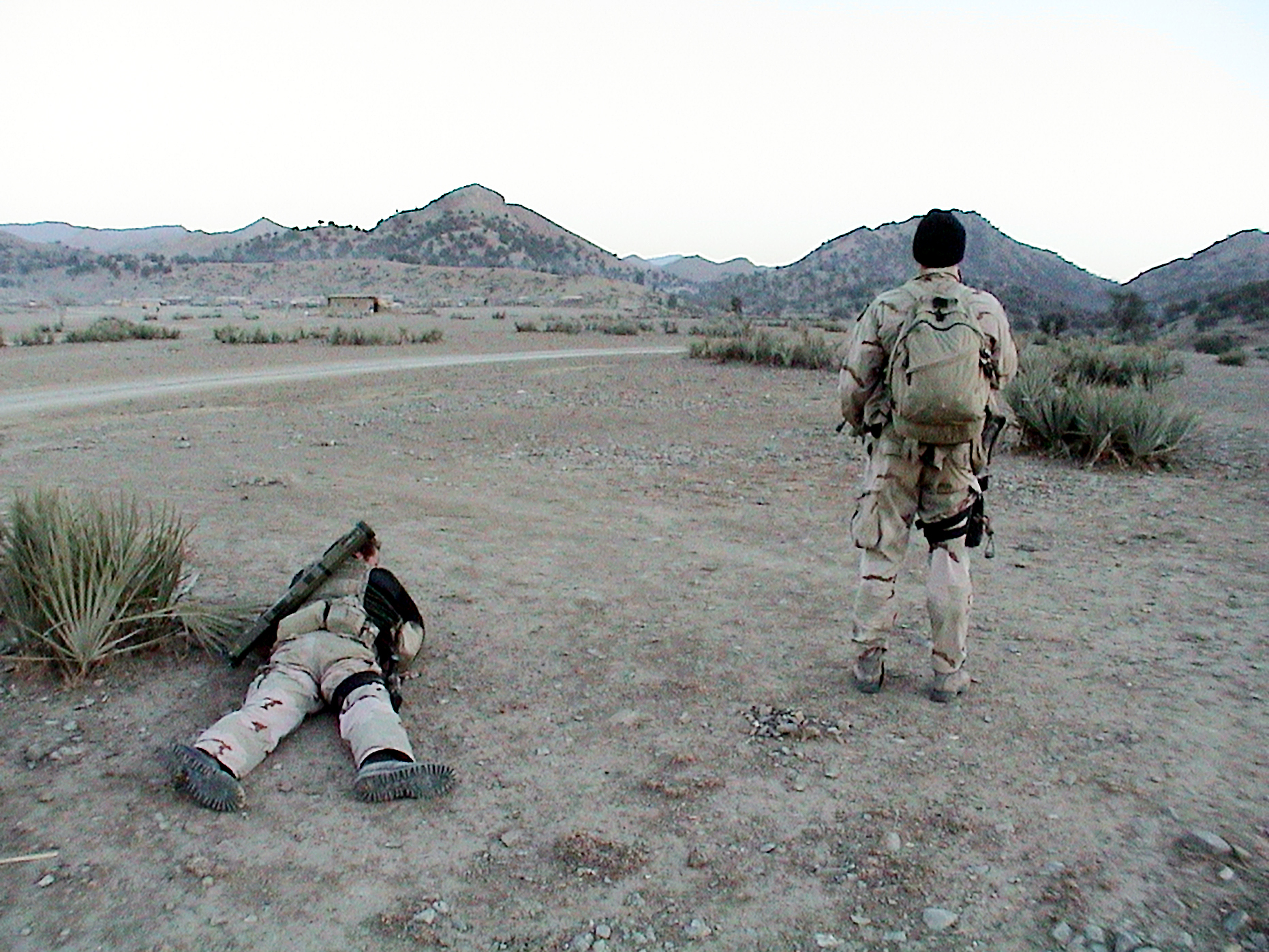

الاستطلاع الخاص (SR)، تقوم به وحدات صغيرة من الأفراد العسكريين الحاصلين على درجة عالية من التدريب، وعادةً من وحدات القوات الخاصة أو منظمات الاستخبارات العسكرية التي تعمل خلف خطوط الأعداء وتتجنب القتال المباشر وكشف الأعداء لها. يختلف دور وحدات الاستطلاع عن عمليات المغاوير بالرغم من أن نفس الوحدات مسؤولة عن كليهما. يشمل دور وحدات الاستطلاع الخاص عادةً التوجيه السري للهجمات الجوية والصاروخية ووضع أجهزة استشعار المراقبة عن بعد والأعمال التحضيرية للقوات الخاصة الأخرى.
قد تنفذ وحدات الاستطلاع الخاص أعمال مشابهة لأعمال القوات الخاصة الأخرى، مثل الأعمال المباشرة (DA) والحروب غير التقليدية UW))؛ بما في ذلك حرب العصابات.
اعترف وزير الدفاع الأمريكي الأسبق وليام بيري بالاستطلاع الخاص كقدرة جوهرية للعمليات الخاصة قائلاً: «الاستطلاع الخاص هو إجراء استطلاع بيئي وتحديد الأهداف وتقييم المنطقة وتقييم نهائي للأوضاع بعد الضربة ووضع أجهزة الاستشعار واستعادتها أو دعم عمليات الاستخبارات البشرية (HUMIT) واستخبارات الإشارات (SIGINT).»
لا يُنظر إلى مقاتلي الاستطلاع الخاص في القانون الدولي على أنهم جواسيس في حال ارتدائهم الزي العسكري المناسب، وذلك بغض النظر عن تكوينهم؛ وذلك وفقاً لاتفاقية لاهاي لعام 1899و 1907 واتفاقية جنيف الرابعة لعام 1949. لا تحترم بعض الدول مع ذلك أشكال الحماية القانونية هذه، حيث اعتُبر «أمر المغاوير» غير قانونياً في محاكمات نورنبيرغ.
يُعتبر الاستطلاع الخاص من حيث الاستخبارات هو نظام استخبارات بشري (HUMIT) جامع للتخصصات، حيث يُدرب الأشخاص العاملين فيه على جمع المعلومات الاستخبارية بالإضافة إلى العديد من المهمات الأخرى، كما يقومون بإجراء اتصالات سرية مع نظام الاستخبارات البشري.

## التاريخ
تعود مهمة الاستطلاع الخاص إلى الفترة التي سبقت الحرب العالمية الثانية على الرغم من أنها كانت وظيفة من وظائف الجيوش في العصور القديمة.
أنشأ جهاز الاستخبارات البريطاني (M16) ووزارة الحربية في عام 1938 إدارات استطلاع خاصة؛ وقد كانت الأساس للعمليات الخاصة التنفيذية (SOE) التي أجرت عمليات في أوروبا المحتلة. تطوع العديد من الناس من مختلف البلدان للخدمة في حملة شمال أفريقيا للحرب العالمية الثانية تحت رعاية الجيش البريطاني وفريق الصحراء بعيد المدى والقوة الجوية الخاصة.
أُنشئ مكتب الاستخبارات الحليفة في أستراليا بعد حرب المحيط الهادئ في عام 1942، وذلك بالاعتماد على أفراد من القوات الأسترالية والبريطانية والنيوزلندية وغيرها من قوات الحلفاء، كما شملت خفر السواحل و«الوحدات الخاصة» التي أجرت استطلاعات خلف خطوط العدو.
استخدمت فنلندا العديد من وحدات كوكوبارتيو (وحدات طويلة المدى) خلال حرب الشتاء (1939-1940) وحرب الاستمرار.
أنشأت حكومة الولايات المتحدة في يونيو عام 1942 مكتب الخدمات الاستراتيجية (OSS) على غرار العمليات الخاصة التنفيذية البريطانية (SOE). أصبح مكتب الخدمات الاستراتيجية أساساً لتشكيل وكالة الاستخبارات المركزية.
طور الجيش الأمريكي أثناء الحرب على الإرهاب عدد محدود من فصائل استطلاع خاصة مكونة من وحدات مشاة تقليدية على مستوى الكتيبة، إذ تتألف هذه الفصائل من جنود حراس مؤهلين للعمل مع القوات الخاصة والوكالات الحكومية الأمريكية.

## المهام ذات الصلة
يُعتبر جمع المعلومات الاستخبارية لدعم وظائف أخرى مثل مكافحة التمرد والدفاع الداخلي الأجنبي (FID) وحروب العصابات / الحروب غير التقليدية (UW) أو القتال المباشر (DA) من مهام الاستطلاع الخاص. كما يُعد تحديد الأهداف وتخطيط الهجمات وتوجيهها وتقييمها من مهام الاستطلاع الخاص الأخرى.

### مهام خاصة بالاستخبارات
تقوم فرق الاستطلاع الخاص قبل كل مهمة بدراسة جميع المعلومات ذات الصلة بميدان العمليات (A0)، إذ يؤكدوا هذه المعلومات ويصححوها أو يدحضوها.
يُعتبر التقييم الذي تقوم به فرق الاستطلاع الخاص السرية أو فرق الدراسة العلنية؛ شرطاً أساسياً لمهام العمليات الخاصة مثل الحروب غير التقليدية والقتال المباشر والدفاع الداخلي الأجنبي ومكافحة الإرهاب (CT).

### الاستطلاع الهيدروغرافي والجغرافي والمناخي
تدرس فرق الاستطلاع الخاص المتغيرات الهيدروغرافية والجغرافية والمناخية من أجل حل مشكلة تنقل قوة معينة وتحديد العقبات والحواجز التي قد تواجهها.
تقوم مستشعرات استخبارات القياس والتقويم بمعظم العمل المطلوب. يستطيع فريق الاستطلاع الخاص زرع أجهزة الطقس التي تعمل عن بعد، كما تتوفر أجهزة تحديد عمق المياه وخصائصها بسهولة مثل معدات الصيد التجارية وأجهزة أكثر تطوراً للعمليات العسكرية البحرية.
يقوم فريق الاستطلاع الخاص بعمليات استطلاع الشاطئ والمياه الضحلة قبل الإنزال البرمائي، وهو يحدد مواصفات الشاطئ إذا كان مناسباً للإنزال قبل اتخاذ قرار الغزو.

### الاستخبارات الصورية
تُعتبر المبادئ الأساسية للتصوير والرسم مهارة لكل من يقوم بمهام الاستطلاع الخاص. قد تحتاج تقنية التصوير المتقدمة مختصين وتدريباً إضافياً للإلمام بها.
تُعتبر المركبات الجوية خفيفة الوزن بدون طيار والمزودة بالقدرة على جمع الاستخبارات الصورية وغيرها؛ مفيدة جداً لفرق الاستطلاع الخاص، لأنها تستطيع التحليق وجمع المعلومات على ارتفاعات منخفضة.

### استخبارات القياس والتقويم والمراقبة عن بُعد
تُستخدم مستشعرات استخبارات القياس والتقويم والمراقبة عن بُعد بشكل تكتيكي في مهمات فرق الاستطلاع الخاص. يستخدم موظفو فرق الاستطلاع الخاص مستشعرات استخبارات القياس والتقويم والمراقبة ذاتية التشغيل مثل أجهزة رصد الزلازل والأجهزة المغناطيسية وغيرها.
تُوفر أجهزة الاستشعار الصوتية المُفعلة قياسات إضافية يمكن مقارنتها مع القياسات المرجعية واستخدامها لإكمال عمل المستشعرات الأخرى، فلا يمكن لرادار البحث الميداني على سبيل المثال التمييز بين الخزان والشاحنة اللذان يتحركان بنفس السرعة، إذ تُساعد المعلومات الصوتية الإضافية في التمييز بينها بسرعة.

### جمع بيانات محددة
يُكلف فريق الاستطلاع الخاص بمراقبة وجمع معلومات لموقع معين أو منشأة للعدو قيد الاستهداف، فقد تحتاج القوات الميدانية النظامية على سبيل المثال إلى دراسة استقصائية لطريق وجسر لمعرفة مدى إمكانية عبور المركبات الثقيلة فوقهم.
قد يكون فريق الاستطلاع الخاص قادراً على المساعدة في المراقبة والتصوير والقياسات الأُخرى، ويُفضل وجود مهندس أخصائي يعمل في المهمات الخاصة لتعزيز الفريق.

## المهام الهجومية
تنتهز وحدات الاستطلاع الخاص الفرص للهجوم، إذ يؤكد مبدأ وحدات الاستطلاع على تجنب المواجهة المباشرة، والتركيز بدلاً من ذلك على إدارة العمليات الجوية والمدفعية وغيرها من الدعم الناري الثقيل.
تُدرّب وحدات الاستطلاع الخاص على تحليل الأهداف، والذي يجمع بين كل من استطلاع المهندسين وتقييم القوات الخاصة للأهداف المُعدة للهجوم اللاحق عليها من خلال الدعم الناري والوحدات التقليدية والعمليات الخاصة (مثل القتال المباشر أو الحرب غير التقليدية خلف خطوط العدو).
- الحالة الحرجة: ما مدى أهمية الهدف في السياق الاستراتيجي؟ وما هو تأثير تدميره على العناصر الأخرى للنظام المُستهدف؟ وهل يُعتبر وجود مراقبة في الوقت الحقيقي للهدف (مثل عقدة طرقية) أهم من تدميره المادي؟
- إمكانية الوصول: هل يستطيع فريق الاستطلاع الخاص الوصول إلى الهدف أو الإحساس به وإبقائه تحت المراقبة في الوقت المناسب، ثم الخروج بعد ضرب الهدف؟
- إمكانية الاسترداد: عندما يدمر الدعم الناري أو العمل المباشر الهدف في حالة القتال المباشر، هل يستطيع العدو إصلاحه أو استبداله أو تخطيه باستخدام الحد الأدنى من الموارد؟ إذا كان الأمر كذلك، فهو ليس هدفاً مُجدياً.
- قابلية التأثر: هل تمتلك وحدات الاستطلاع الخاص (بما في ذلك القتال المباشر) والوحدات الداعمة لها القدرة على تدمير الهدف؟
- التأثير: ما هي الآثار السياسية والاقتصادية والقانونية والنفسية إلى جانب التأثير العسكري المحض لتدمير الهدف؟ كيف سيؤثر الهجوم على المدنيين المحليين؟
- إمكانية التعرف: هل يمكن التعرف على الهدف بوضوح من قِبل وحدات الاستطلاع الخاص والقوات المسلحة، في ظل الطقس السائد والظروف الضوئية والتضاريس؟ يجب التعرف على النقاط الحرجة ضمن الهدف في حال وجودها، وذلك بواسطة وسائل التدمير المتُاحة.